# Cropia cedica
Cropia cedica là một loài bướm đêm trong họ Noctuidae.